# 歌德号列车
歌德（德語：Goethe）是曾經运营于法国巴黎至德国法兰克福间一班长途列车所使用的名称，由德国联邦铁路（1994年后为德国铁路）及法国国家铁路在1970年至2007年间共同开行。其命名源自出生于法兰克福的德国作家及哲学家约翰·沃尔夫冈·冯·歌德。列车曾先后被纳入全欧快车、城际列车及欧城列车等类别，直至2007年停运。

## 全欧快车
在1969年9月举行的欧洲铁路客车运行图会议上，法国国家铁路提议在巴黎至法兰克福之间开行一班全欧快车，以取代此前搭载两舱（一等和二等）车厢等级的德国铁路VT12.5型柴联车和法国加速车型厢。在获得德国联邦铁路的同意后，新列车被命名为歌德号，并使用法国国家铁路提供的“前米斯特拉尔型车厢”（ex Mistral）自1970年5月31日起开行。其原始的运行时刻表是在早晨西行、傍晚及夜间东行，并在梅斯更换牵引机车。至1972年5月28日起执行的夏季时刻表中，其运行安排发生了逆转，列车于巴黎的发车时间改为8:00，法兰克福则为16:15。然而，随着点单的更替，歌德号已无法维持最佳的旅行时刻，一方面是受到圣阿沃尔德建设新火车站以及梅斯和福尔巴克在未来两年车站重建工作的影响，另一方面则是受到线路高架电缆保养维护工作的影响。很快，法国的米斯特拉尔型车厢便被广泛批评为缺乏舒适度，德国联邦铁路提议将其更换为质量更佳的大舒适型车厢，但列车的低上座率无法弥补法国国家铁路更换车厢所需的资金，该计划被搁置。1975年5月31日，歌德号首度停运，取而代之的一列搭载两舱等级的未命名快速列车在相同的线路上按类似的时刻表编排运行。
1979年5月27日，歌德号的名称在另一条不同线路的列车中被再度使用，这是一班运营于多特蒙德至法兰克福间的全欧快车，与第一代歌德号相比，它们只有名称相同。第二代歌德号在1983年5月29日停运，它被重新归类为搭载两舱等级的城际列车。而歌德号的名称则仍旧继续在这条线路中使用直至1985年6月1日。

## 欧城列车
在第一代歌德号停运后，巴黎至法兰克福间的未命名快速列车仍继续按原车的时刻表继续运行，并在1984年6月被归类为城际列车，车次使用IC156/157次。随后，它于1985年6月2日恢复使用了歌德号的名称，并在1987年5月31日被纳入新引入的欧城列车类别，车次使用EC56/57次。在同一条线路中新增的欧城列车还包括维克多·雨果号，其中歌德号为早晨在巴黎发车、下午在法兰克福发车；维克多·雨果号则为上午在法兰克福发车、傍晚在巴黎发车。由于有两对列车参与运营，其上午及下午各发一班的服务比起此前单一的全欧快车更为灵活。1989年，另两对列车居斯塔夫·埃菲尔号和海因里希·海涅号的加入使得巴黎至法兰克福间的运能再度翻倍。在1997年至2000年期间，歌德号的运行线路被延长至捷克首都布拉格始发及终到。至2007年6月，随着法國高速鐵路東線的贯通，歌德号的服务被城际特快列车（ICE）所取代，后者以不命名的方式运行执行每日数班任务。

## 机车车辆

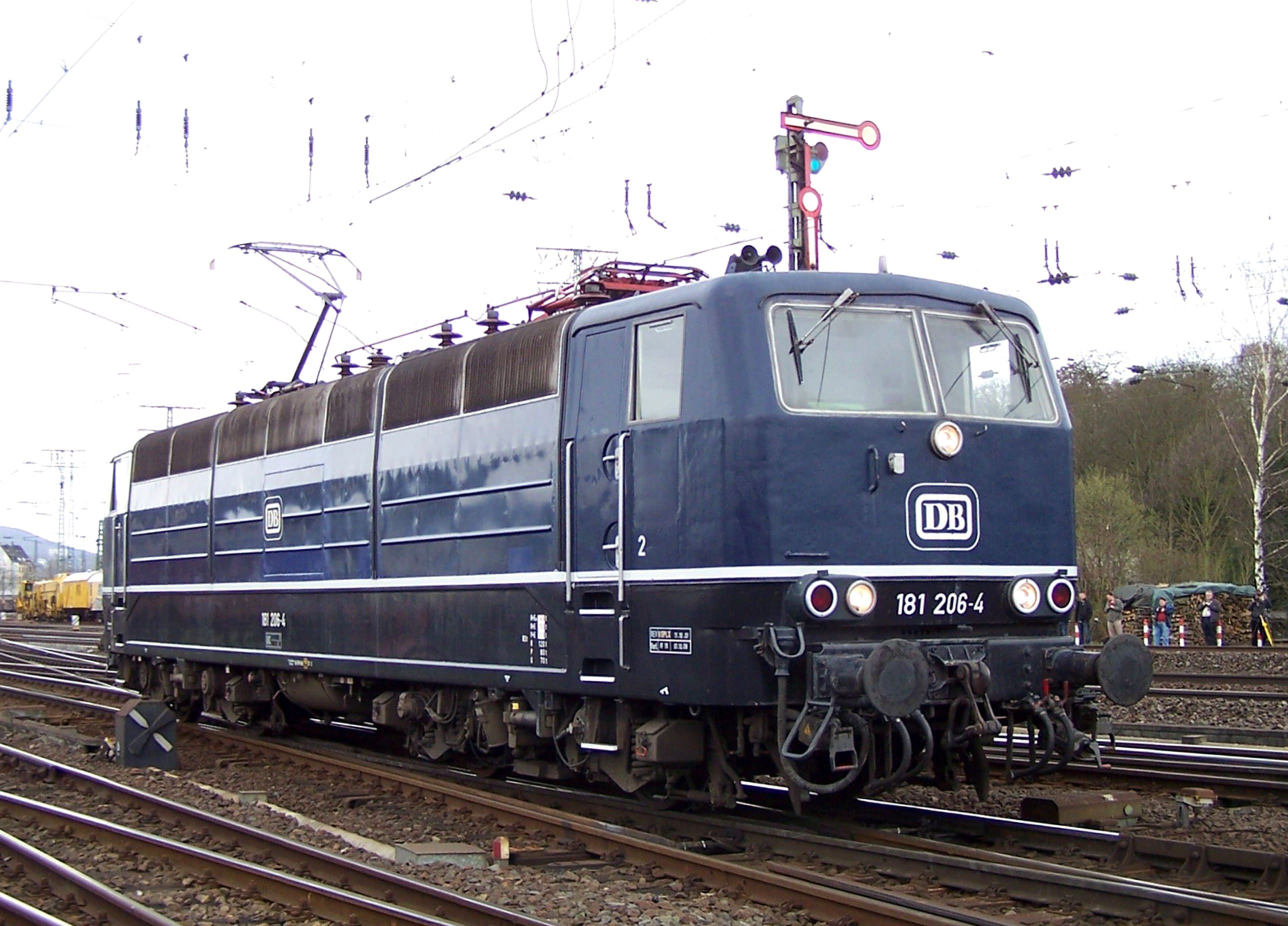
多电流制式的德国铁路181型电力机车

原始的歌德号使用法国国家铁路提供的“前米斯特拉尔型车厢”（即米斯特拉尔1956型车厢的翻新版本）及额外的餐车运行，其编组包括一节行李/发电合造车、四节开开放座车、一节酒吧车以及一节红色涂装配备空调的餐车。餐车的服务由国际卧铺车公司提供。其编组在整个运营期间大致维持不变，除了酒吧车因利用率低而在1971年夏天被撤销，以及餐车在1972年初改为更具吸引力的红、灰配色方案。
由于法国指定的牵引机车为单电流制式、德国指定的牵引机车为双电流制式，因此列车行驶双向需要在梅斯更换机车。其中巴黎至梅斯区间采用25千伏50赫兹交流电，最初由BB 16000型电力机车担当牵引任务，在1972年又被更具现代化的BB 15000型电力机车所取代；梅斯至法兰克福区间分段采用25千伏50赫兹（梅斯－福尔巴克）和15千伏16⅔赫兹（福尔巴克－法兰克福），由搭载可匹配两种电流的德国联邦铁路181型电力机车担当牵引任务。

## 时刻表
| TEE50次 | TEE50次 | 停靠站     | TEE51次 | TEE51次 |
| 里程    | 时刻    | 停靠站     | 时刻    | 里程    |
| ------- | ------- | ---------- | ------- | ------- |
| 0       | 07:00   | 法兰克福   | 22:59   | 643     |
| 81      | 07:48   | 曼海姆     | 22:11   | 562     |
| 142     | 08:28   | 凯泽斯劳滕 | 21:31   | 501     |
| 209     | 09:05   | 萨尔布吕肯 | 20:54   | 434     |
| 219     | 09:16   | 福尔巴克   | 20:44   | 424     |
| 289     | 09:59   | 梅斯       | 20:05   | 354     |
| 643     | 12:44   | 巴黎       | 17:15   | 0       |

| TEE25次 | TEE25次 | 停靠站     | TEE24次 | TEE24次 |
| 里程    | 时刻    | 停靠站     | 时刻    | 里程    |
| ------- | ------- | ---------- | ------- | ------- |
| 0       | 05:34   | 多特蒙德   | 20:22   | 340     |
| 34      | 05:56   | 埃森       | 20:01   | 306     |
| 54      | 06:08   | 杜伊斯堡   | 19:50   | 286     |
| 77      | 06:23   | 杜塞尔多夫 | 19:37   | 263     |
| 117     | 06:49   | 科隆       | 19:13   | 223     |
| 151     | 07:08   | 波恩       | 18:51   | 189     |
| 210     | 07:41   | 科布伦茨   | 18:19   | 130     |
| 302     | 08:32   | 美因茨     | 17:29   | 38      |
| 340     | 08:56   | 法兰克福   | 17:05   | 0       |

## 脚註
1. ↑  Mertens & Malaspina 2008，第290頁.
2. ↑  Mertens & Malaspina 2008，第291頁.
3. ↑  Cook 1972，第466頁.
4. ↑  Mertens & Malaspina 2008，第292-293頁.
5. ↑  Cook 1975，第6頁.
6. ↑  Cook 1979，第6頁.
7. ↑  Mertens & Malaspina 2008，第386-387頁.
8. ↑  Cook 1983，第161-162頁.
9. 1 2  Cook 1985，第370、376頁.
10. ↑  Cook 1984，第161-162頁.
11. ↑  Cook 1987，第472-473頁.
12. ↑  Cook 2007，第539頁.
13. ↑  Mertens & Malaspina 2008，第94-97頁.
14. ↑  Mertens & Malaspina 2008，第293頁.
15. ↑  Mertens & Malaspina 2008，第84-85頁.
16. ↑  Mertens & Malaspina 2008，第85頁.